# 6월 6일
6월 6일은 그레고리력으로 157번째(윤년일 경우 158번째) 날에 해당한다.

## 사건
- 1395년 - 조선 태조 4년, 한양부(漢陽府)를 고쳐서 한성부(漢城府)라 하고, 아전들과 백성들을 견주(見州)로 옮기고 양주군(楊州郡)이라 고쳤다.
- 1523년 - 구스타브 1세 바사가 칼마르 동맹을 해체시키고 스웨덴 국왕으로 즉위했다.
- 1620년 - 조선 광해군 12년, 한성부 도성 안에 전염병이 돌아 많은 사람이 죽었다.
- 1718년 - 조선 숙종 44년, 팔도에서 두 달 동안 가뭄, 기근 및 전염병이 번갈아 극성을 부렸고 죽은 자가 수십 만에 달했다.
- 1789년 - 조선 정조 13년, 평안도에서 폭우로 대동강이 범람했다. 부서진 집을 고쳐주고 구휼하였다.
- 1842년 - 조선 현종 8년, 가뭄이 끝나고 비가 내렸다. 왕이 보사제(報祀祭)를 시행하였다.
- 1844년 - 기독교청년회(YMCA)가 런던에서 설립되다.
- 1920년 - 
  - 만주 동간도의 화룡현(和龍縣) 월신강에서 삼둔자 전투가 종결되다.
  - 봉오동 전투: 동간도의 화룡현(和龍縣) 봉오동 독립군 연합부대 1,200명과 일본 제국 육군 나남사단 진압대 5,000여 명 간에 교전을 시작하다.
- 1944년 - 제2차 세계 대전: 암호명 오버로드 작전인 노르망디 상륙 작전이 실시됐다.
- 1949년 - 반민특위: 내무차관 장경근 등의 테러로 특경대가 해산되고 관련자들이 체포되어 고문을 당하는 이른바 6.6 사건이 발생한다.
- 1949년 - 대한민국의 정치인 이기붕이 서울시장에 임명됐다.
- 1976년 - 말레이시아 사바주의 주수상 툰 푸아드 스테픈스 등이 타고 있던 비행기가 코타키나발루 상공에서 폭발해 탑승자 전원이 사망했다.
- 1983년 - 중화인민공화국이 국제노동기구에 가입했다.
- 2002년 - 2002 Eastern Mediterranean event: 직경 10미터로 추정되는 근지구 소행성(NEO)이 그리스와 리비아 사이의 동부 지중해 상공에서 폭발하다.
- 2012년 - 동아시아와 태평양 지역에서 금성의 태양면 통과 현상이 관측되다.
- 2013년 - 미국의 시스템 서버 관리자 에드워드 스노든이 국가안보국과 연방수사국이 운영하는 첩보수집 프로그램인 PRISM의 존재를 폭로하다.

## 문화
- 1789년 - 조선 정조 13년, 황해도 문화현(文化縣) 구월산(九月山)의 삼성사(三聖祠)를 개수(改修)하고 제사 의식을 개정(改正)하였다.
- 1925년 - 월터 크라이슬러가 자동차 기업 크라이슬러를 설립하다.
- 1956년 - 대한민국 최초로 현충일 행사가 시작되었다.
- 1961년 - 대한민국의 천주교 인천대목구 설립.
- 1984년 - 세계에서 가장 많이 팔린 비디오 게임인 테트리스가 출시되다.

## 탄생
- 1236년 - 남송의 정치인 문천상. (~1283년)
- 1796년 - 미국의 정치인 프랜시스 M. 다이몬드. (~1859년)
- 1799년 - 러시아의 소설가, 시인 알렉산드르 푸시킨. (~1837년)
- 1829년 - 일본 에도 시대의 바둑 기사 혼인보 슈사쿠. (~1862년)
- 1850년 - 독일의 물리학자 카를 페르디난트 브라운. (~1918년)
- 1872년 - 러시아 제국의 마지막 황후 알렉산드라 표도로브나. (~1918년)
- 1875년 - 독일의 소설가 토마스 만. (~1955년)
- 1880년 - 아일랜드의 정치인 윌리엄 코즈그레이브. (~1965년)
- 1895년 - 대한민국의 독립운동가 장진홍. (~1930년)
- 1901년 - 인도네시아의 초대 대통령 수카르노. (~1970년)
- 1903년 - 러시아의 작곡가 아람 하차투리안. (~1978년)
- 1916년 - 대한민국의 가수 이난영. (~1965년)
- 1926년 - 독일의 지휘자 클라우스 텐슈테트. (~1998년)
- 1928년
  - 대한민국의 기업인 정세영. (~2005년)
  - 아일랜드 출신의 로마 가톨릭교회 성직자 패트릭 제임스 맥글린치. (~2018년)
- 1934년 - 벨기에의 국왕 알베르 2세. (~2013년)
- 1939년 - 네덜란드의 작곡가 루이 안드리선. (~2021년)
- 1941년 - 대한민국의 정치인 안의종. (~2023년)
- 1950년 - 벨기에의 영화 감독, 영화 각본가, 교수 샹탈 아케르만.
- 1952년 - 일본의 가수, 음악가 다카하시 유키히로. (~2023년)
- 1954년 - 미국의 배우, 극작가 하비 피어스타인.
- 1955년
  - 대한민국의 성우 한수경.
  - 대한민국의 법과학자 정희선.
- 1957년
  - 대한민국의 성우 권영운.
  - 대한민국의 정치인 이차수. (~2020년)
  - 대한민국의 법조인, 대법원장 조희대.
- 1960년
  - 대한민국의 소설가 김유미.
  - 미국의 기타연주가, 작곡가, 싱어송라이터 스티브바이.
- 1962년
  - 일본의 영화 감독 고레에다 히로카즈.
  - 대한민국의 가수 유재하. (~1987년)
- 1965년 - 일본의 가수, 성우 오가타 메구미.
- 1966년 - 대한민국의 패션 디자이너, 방송인 우종완. (~2012년)
- 1967년
  - 일본의 성우 요시다 코나미.
  - 미국의 배우 폴 지어마티.
- 1968년 - 대한민국의 배우 김성희.
- 1969년
  - 대한민국의 정치인 이영.
  - 아르헨티나의 축구 선수 페르난도 레돈도.
- 1970년
  - 대한민국의 영화 감독 이용주.
  - 스페인의 전 축구 선수 알베르트 페레르.
- 1971년
  - 아르헨티나의 축구 선수 페르난도 레돈도.
  - 대한민국의 기자 박에스더.
- 1972년 - 미국의 언론인 내털리 모랄레스.
- 1973년 - YG 엔터테인먼트의 대표이사 양민석.
- 1974년 - 프랑스의 소설가 기욤 뮈소.
- 1975년 - 대한민국의 성우 심정민.
- 1976년
  - 일본 탑 모델 추성훈의 아내 야노시호.
  - 대한민국의 가수 김부용.
  - 미국의 영화 감독 조너선 놀런.
- 1977년
  - 대한민국의 배우 최민용.
  - 대한민국의 축구 선수 김주영.
  - 대한민국의 종합격투기 선수 김동욱.
  - 폴란드의 모델, 배우 마우고시아 벨라.
- 1978년 - 대한민국의 배우 김동희.
- 1979년 - 대한민국의 만화가 이수현.
- 1981년
  - 대한민국의 성우 이제인.
  - 쿠바의 권투 선수 유델 혼손.
- 1982년
  - 대한민국의 희극인 박초은.
  - 대한민국의 모델, 배우 오민혁.
- 1984년 - 대한민국의 작곡가, 피아노 연주자 불꽃심장.
- 1985년 - 스웨덴의 축구 선수 세바스티안 라르손.
- 1986년
  - 대한민국의 가수, 배우 김현중 (SS501).
  - 미국의 가수 레슬리 카터. (~2012년)
  - 뉴질랜드의 싱어송라이터 진 위그모어.
- 1987년 - 브라질의 축구 선수 카시우 하무스.
- 1988년
  - 대한민국의 희극인 전수희.
  - 일본의 야구 선수 사이토 유키.
  - 이탈리아의 펜싱 선수 아리안나 에리고.
- 1989년 - 대한민국의 가수 박장현.
- 1990년 - 대한민국의 전직 스타크래프트 프로게이머 송현덕.
- 1991년
  - 대한민국의 가수 손동운.
  - 대한민국의 가수 장재인.
  - 일본의 가수 요네자와 루미.
- 1992년
  - 대한민국의 래퍼 현아.
  - 일본의 전(前) 가수 무라카미 메구미 (℃-ute).
  - 러시아의 모델 사샤 루스.
- 1993년
  - 대한민국의 전직 스타크래프트, 프로게이머 김기현.
  - 스웨덴의 모델 프리다 구스타프손.
  - 대한민국의 희극인 황정혜.
  - 대한민국의 배우 허남준.
  - 노르웨이의 축구 선수 안드리네 헤게르베르그.
- 1994년 - 일본의 가수, 아이돌 후쿠다 미라이.
- 1995년 - 대한민국의 방송인 오현민.
- 1996년 - 태국의 배우 차논 산티네톤쿨.
- 1997년 - 일본의 배드민턴 선수 야마구치 아카네.
- 1998년 - 대한민국의 리그 오브 레전드 프로게이머 펀치.
- 1999년
  - 대한민국의 축구 선수 김예지.
  - 캐나다의 태권도 선수 스카일러 파크.
- 2000년 - 대한민국의 가수 해찬. (NCT)
- 2001년 - 미국의 육상 선수 콜 호커.
- 2003년 - 대한민국의 축구 선수 박준영.
- 2004년 - 대한민국의 태권도 선수 박태준.
- 2007년 - 미국의 배우 오브리 앤더슨에먼스.

## 사망
- 1636년 - 조선 중기의 무신 정충신. (1576년~)
- 1818년 - 폴란드의 장군 얀 헨리크 동브로프스키. (1755년~)
- 1832년 - 영국의 철학자 제러미 벤담. (1748년~)
- 1861년 - 이탈리아의 정치인 카밀로 벤소 카보우르 백작. (1810년~)
- 1881년 - 벨기에의 음악가 앙리 비외탕. (1820년~)
- 1916년 - 중국의 군인, 정치인 위안스카이. (1859년~)
- 1925년 - 대한민국의 독립운동가 김익상. (1895년~)
- 1961년 - 스위스의 정신의학자 카를 융. (1875년~)
- 1966년 - 독일계 미국의 사업가 엘리자베스 크라이스트 트럼프. (1880년~)
- 1968년 - 미국의 정치인, 상원의원, 대통령 로버트 F. 케네디. (1925년~)
- 1975년 - 일본제국의 군인 오시마 히로시. (1886년~)
- 1976년 - 미국의 사업가 진 폴 게티. (1892년~)
- 2000년 - 일본의 정치인 가지야마 세이로쿠. (1926년~)
- 2005년 - 미국의 배우, 영화감독, 각본가, 가수 앤 밴크로프트. (1931년~)
- 2006년 - 대한민국의 극작가, 연출가, 교육자 차범석. (1924년~)
- 2016년 - 영국의 극작가 피터 섀퍼. (1926년~)
- 2017년 - 대한민국의 만화가 신동헌. (1927년~)
- 2018년
  - 미국의 야구 선수 레드 쇼인딘스트. (1923년~)
  - 우크라이나의 영화감독 키라 무라토바. (1934년~)
- 2019년 - 미국의 음악가 닥터 존. (1941년~)
- 2021년 - 일본의 화학자 네기시 에이이치. (1935년~)
- 2022년
  - 대한민국의 군인 이희성. (1924년~)
  - 이탈리아의 언론인 겸 테니스 선수 잔니 클레리치. (1930년~)
- 2023년
  - 미국의 영화배우 노린 내쉬. (1924년~)
  - 영국의 육상 선수 마이크 맥팔레인. (1960년~)
  - 미국의 영화배우 팻 쿠퍼. (1929년~)
- 2024년
  - 러시아의 수학자 세르게이 노비코프. (1938년~)
  - 일본의 건축가 마키 후미히코. (1928년~)

## 기념일
- 현충일: 대한민국, 중화인민공화국
- 조선소년단 창립절: 조선민주주의인민공화국
- 구스타프 바사(Gustav Vasa) 즉위 기념일: 스웨덴
- 노르망디 상륙 작전(오버로드 작전) 기념일
- 유엔 러시아어의 날: 유엔
- 퀸즈랜드 데이: 오스트레일리아 퀸즐랜드주
- 교사의 날: 볼리비아

## 같이 보기
- 전날: 6월 5일 다음날: 6월 7일 - 전달: 5월 6일 다음달: 7월 6일
- 음력: 6월 6일
- 모두 보기